# Amos Zaharia
Amos Muji Zaharia (ur. 12 sierpnia 1987 w Tiranie) – albański aktor, scenarzysta i reżyser.

## Filmografia

### Filmy
| Rok  | Tytuł                                 | Rola         |
| ---- | ------------------------------------- | ------------ |
| 2004 | Vals                                  | Little Gipsy |
| 2008 | Shenjtoria                            | Goni         |
| 2009 | Jinx in a Jiffy                       | Amos         |
| 2009 | Ditelindja                            | Marv         |
| 2010 | Albańczyk                             | Ilir Shehu   |
| 2011 | Filma te shkurter 2010/1              |              |
| 2012 | Mój piękny kraj                       | brat Ramiza  |
| 2014 | Milenium                              | Eduard       |
| 2014 | Amaneti                               | Martin Hasa  |
| 2014 | Bota                                  | Orjon        |
| 2017 | Elvis Walks Home                      | Drago        |
| 2018 | Red Lines                             | on sam       |
| 2019 | Confessions of a Hired Gun            | najemnik     |
| 2020 | Filma te shkurter 2020/1              |              |
| 2022 | Dashuri dhe Turbulenca                | Edi          |
| 2022 | Pro Shkelqimi dhe renia e shokut Zylo | Adem Adashi  |
| 2022 | The Legend of the Cane                | Jak          |

### Seriale
| Rok  | Tytuł                  | Rola  | Uwagi           |
| ---- | ---------------------- | ----- | --------------- |
| 2017 | Skanderbeg             | Josuf | odcinki 1-7 i 9 |
| 2021 | H.O.T. Human of TIRANA |       |                 |

### Filmy wyreżyserowane
| Rok  | Tytuł           |
| ---- | --------------- |
| 2010 | Deeds and Words |

### Scenariusze filmowe
| Rok  | Tytuł           |
| ---- | --------------- |
| 2010 | Deeds and Words |

## Życie prywatne
Jest synem nauczyciela Gjergja Zaharii oraz aktorki Yllki Mujo; ma starszą siostrę Elię, która również jest aktorką. Wartość jego majątku jest szacowana między 1 mln a 5 mln USD.